# 豊川信用金庫事件
豊川信用金庫事件（とよかわしんようきんこじけん）は、1973年（昭和48年）12月、誤った内容の噂により豊川信用金庫に対する取り付け騒ぎが発生した事件。

## 概要
1973年（昭和48年）12月、愛知県宝飯郡小坂井町（現・豊川市）を中心に「豊川信用金庫が倒産する」というデマが流れたことから取り付け騒ぎが発生し、短期間（二週間弱）で約14億円もの預貯金が引き出され、倒産危機を起こした事件である。
警察が信用毀損業務妨害の疑いで捜査を行った結果、女子高生3人の雑談をきっかけとした自然発生的な流言が原因であり、犯罪性がないことが判明した。デマがパニックを引き起こすまでの詳細な過程が解明された珍しい事例であるため、心理学や社会学の教材として取り上げられることがある。

## 事件の経緯
1日目12月8日（土）
登校中の国鉄飯田線の列車内で、高校生BとCが、豊川信用金庫に就職が決まった友人の女子高校生Aに対し「信用金庫は危ないよ」とからかう。この発言は信用金庫の経営状況を指摘したものではなく、「信用金庫（などの金融機関）には強盗が入るため危険」という意味の冗談だった。しかしAはそれを真に受け、その夜、Aは親戚Dに「信用金庫は危ないのか?」と尋ねた。Aは具体的な信用金庫の名称は言わなかったものの、Dは豊川信金のことだと自分で判断して同信金本店の近くに住む親戚Eに「豊川信金は危ないのか?」と電話で問い合わせた。
2日目12月9日（日）
Eは美容院経営者のFに、「豊川信金は危ないらしい」と話した。
3日目12月10日（月）
Fが親戚Gにこの話をした際、居合わせたクリーニング業Hの耳に入り、彼の妻Iに伝わる。
4日目12月11日（火）
小坂井町の主婦らの間で豊川信金の噂が話題となり、通りがかりの住民の耳にも入る。この頃、噂は「豊川信金は危ない」と断定調になる。
6日目12月13日（木）
Hの店で電話を借りたJが「豊川信金から120万円おろせ」と電話の相手に指示した。Jは噂を全く知らず、ただ仕事の支払いで金を下ろす指示をしただけだった。しかし、これを聞いたIは同信金が倒産するので預金をおろそうとしていると勘違いし、慌てて同信金から180万円をおろした。その後、HとIは知人にこの話を喧伝、これを聞いたアマチュア無線愛好家が、無線を用いて噂を広範囲に広める。この後、同信金窓口に殺到した預金者59人により約5000万円が引き出される。同信金小坂井支店に客を運んだタクシー運転手の証言によると、昼頃に乗せた客は「同信金が危ないらしい」、14時30分の客は「危ない」、16時30分頃の客は「潰れる」、夜の客は「明日はもうあそこのシャッターは上がるまい」と時間が経つにつれて噂は誇張されていく。
7日目12月14日（金）
事態の収拾のため、同信金が出した声明が曲解され、パニックに拍車が掛かる。払い戻し処理の迅速化のための措置を曲解した「1万円以下は切り捨てられる」「利子が払えないのはやはり経営がおかしいせいだ」「（雑踏警備をしている警察官を見て）豊川信金に強制捜査をしている」などのデマが流れる。「倒産整理の説明会をしていると聞いた」と問い合わせる者や、整理券を渡されて「こんなものをもらって何になる」と怒鳴る者が現れるなど、事態は深刻化する。
その後、「職員の使い込みが原因」、「5億円を職員が持ち逃げした」、「理事長が自殺」という二次デマがさらに発生する。信金側の依頼を受けたマスコミ各社は、14日の夕方から15日朝にかけて、デマであることを報道し騒動の沈静化を図る。新聞の見出しは、朝日新聞「5000人、デマに踊る」、読売新聞「デマに踊らされ信金、取り付け騒ぎ」、毎日新聞「デマにつられて走る」、などである。
事態を受けた日本銀行は、考査局（現・金融機構局考査運営グループ）長が記者会見を行い、同信用金庫の経営について「問題ない」と発言するとともに、混乱を避けるため日銀名古屋支店を通じて現金手当てを行ったことを明らかにした。また預金者へのアピールとして、本店の大金庫前に、日銀から輸送された大量の現金（高さ1m、幅5m）を窓口からも見えるように山積みした。
8日目12月15日（土）
店頭に全国信用金庫連合会、全国信用金庫協会連名のビラが張り出され、常務理事による預金者への説得活動も行われた。これらの対策により、騒動は沈静化に向かう。その一方で、新聞報道によって初めて取り付け騒ぎを知り、預金を下すため駆け付けた人もいた。
9日目12月16日（日）
警察がデマの伝播ルートを解明し、発表する。同日夜、NHKが警察発表のデマ伝播ルートを報道した。
10日目12月17日（月）
新聞各紙朝刊が警察発表を報道する。しかし、その後の22日になっても「豊川信金は潰れたのではないか」「3人のうわさ話がここまで大きくなるはずはない。裏に組織的な陰謀があり、警察発表は政治的なものだ」などと主張する者もおり、デマはすぐには消滅しなかった。

## 事態がパニックに発展した要因
このように伝言ゲーム式にデマが形成され、事態がパニックに発展した理由として、次のような要因が存在した。
- 事件が発生した1973年当時、10月にはトイレットペーパー騒動が発生するなど、オイルショックによる不景気という社会不安が存在し、デマが流れやすい下地があった[WEB 1]。
- 口コミで情報が伝わるうちに、情報が変容した[WEB 1]。
- 事件の7年前の1966年、小坂井町の隣の豊橋市の金融機関が倒産し、出資者の手元に出資金がほとんど戻ってこないという大きな被害を出した事件が発生していた[WEB 1]。デマの伝播経路の中のクリーニング業のHもこの7年前の倒産被害者であり、その目の前でJが大金をおろすよう指示したため、デマがリアリティを獲得した[WEB 1]。またHは、善意で周囲の人間にデマを広めてしまった[WEB 1]。
- 狭い地域社会の中で、別々の人から同じ情報を聞くことで信憑性があるものと思い込む「交差ネットワークによる二度聞き効果」の現象が発生した[WEB 1]。
- 日本では、この事件より前の1971年に成立した預金保険法で、預金保険機構の裏付けのもと、100万円まで（当時）のペイオフ（預金保護）制度が施行されていたが、一般の認知度が十分ではなかった。預金保護制度を知っていて渦中に預金をしに来た人は、少数居たものの、大方の預金者はパニックに流されて預金引き出しに走った。

## 事件の解決
昭和48年（1973年）12月13日の木曜日、旅行先にいた城南信用金庫の当時の理事長で全国信用金庫連合会（現：信金中央金庫）と全国信用金庫協会の両会長だった小原鐵五郎が全国信用金庫連合会（現：信金中央金庫）から「豊川信用金庫で取り付け騒ぎが起きている」と本部から連絡を受けた。
小原は、一つでも対応を誤ると周囲の信用金庫にまで飛び火しかねないと判断し、事態を解決するためできるだけ情報を集め、思い付いたことは何でも実行した。
- 札束の展示
大量の現金をカウンターからよく見えるところに置かせた。
- あえて出金を勧める告知
「豊川信用金庫には親機関の全国信用金庫連合会がついております。お金がご入用なら、いくら払い戻しても構いません。ご遠慮なくお申し出ください」という張り紙を豊川信用金庫の本支店（十か所）の店頭や店内に出させた。
- 財務局とのやり取りを放送
執拗に説明を求める客には「そんなにご心配なら、大蔵省なり、日銀なりにご自分で聞いてみてください」と言い、東海財務局を電話で呼び出し、実際に確かめてもらった。また、そのやりとりを録音し店内に流させた。
- 15時に閉店しない
午後3時の閉店時間を過ぎてもまだ残っている客のために「一人でもお客様が残ってる限り、絶対に店を閉めてはならないように。閉めると現金が底をついたと思われるから」と指示した。
- 窓口職員を安心させる
職員に金庫の中を見せ、こんなにお金があるということを認識させた。そうした職員が帰ったあとに近所の人が「本当はどうなの」と尋ねるのは分かり切ったことであったので、その際には「十分あります」と自信をもって言えるようにした。
- マスコミの協力によるPR

こうして小原の指示のもと社員たちの奮闘により、人々の不安を取り除き、取り付けの危機を乗り切った。